# Mrozowa Wola (gromada)
Mrozowa Wola – dawna gromada (najmniejsza jednostka podziału terytorialnego Polskiej Rzeczypospolitej Ludowej w latach 1954–72) z siedzibą GRN w Mrozowej Woli.
Gromady, w których gromadzkie rady narodowe (GRN) były organami władzy najniższego stopnia na wsi, funkcjonowały od reformy reorganizującej administrację wiejską przeprowadzonej jesienią 1954 do momentu ich zniesienia z dniem 1 stycznia 1973, tym samym wypierając organizację gminną w latach 1954–1972.
Gromadę Mrozowa Wola z siedzibą GRN w Mrozowej Woli utworzono – jako jedną z 8759 gromad – w powiecie węgrowskim w woj. warszawskim, na mocy uchwały nr VI/10/22/54 WRN w Warszawie z dnia 5 października 1954. W skład jednostki weszły obszary dotychczasowych gromad Mrozowa Wola, Polkowo i Topór ze zniesionej gminy Stoczek oraz kolonia Księżyzna z dotychczasowej gromady Zieleniec ze zniesionej gminy Sadowne w tymże powiecie(). Dla gromady ustalono 14 członków gromadzkiej rady narodowej.
31 grudnia 1959 z gromady Mrozowa Wola wyłączono kolonię Księżyzna, włączając ją do gromady Sadowne w tymże powiecie, po czym gromadę Mrozowa Wola zniesiono a jej (pozostały) obszar włączono do gromady Stoczek tamże.